# ヤマキマダラヒカゲ
ヤマキマダラヒカゲ (山黄斑日陰蝶、学名 Neope niphonica) は、タテハチョウ科・ジャノメチョウ亜科に分類されるチョウの一種。屋久島と房総半島に亜種がある。

## 分布
樺太南部、北海道、本州、四国、九州、屋久島に分布する。標高500m以上の低山帯から亜高山帯で普通に見られ、森林地帯に生息する。ごく近縁のサトキマダラヒカゲは、より低地の森林を主な分布域とするため、一応は棲み分けがなされているが混棲することも珍しくなく、分布上の差異は明確ではない。
なお、北海道では本種の方が広く分布し、また、樺太にも生息することから、サトキマダラヒカゲに比べて低温に強い傾向がうかがえる。

## 生態・特徴

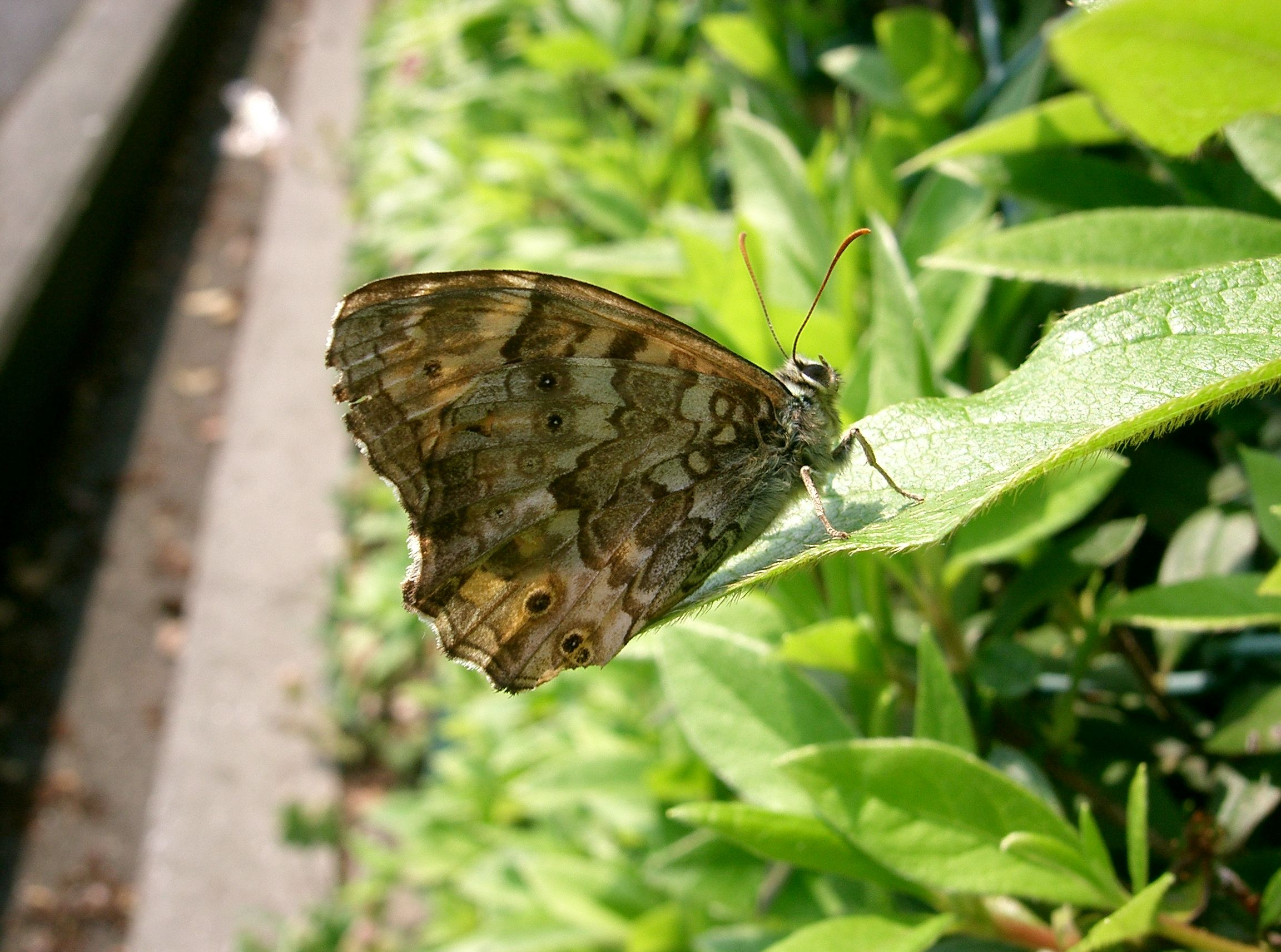
春型

前翅長30-38mm、開張55-65mm。黄褐色の地色に黒い斑紋が入る。地色は表面の褐色が強く、裏面は黄色に近い。夏型は色が濃くなる。
幼虫は、イネ科の笹類やススキなどを食草とする。幼虫の頭部にはツノに似た突起が2つあり、耳に見立てるとネコの顔のように見える (ジャノメチョウ類の幼虫の特徴であるが、5齢幼虫にもなるとこの突起はほとんど目立たなくなる) 。
成虫は5-6月 (春型) と8-9月 (夏型) の年2回、北海道などの寒冷地では6-7月の年1回出現する。日陰を好み、樹液や腐果、昆虫の死骸や獣糞に集まる。山道を歩いている人間の汗に寄ってくることもある。花にはあまり寄り付かない。ジャノメチョウ類としては飛翔力が高く、活発に素早く飛び回る。
越冬する場合は蛹の状態で行う。

## サトキマダラヒカゲとの関係
サトキマダラヒカゲとは、かつて同一種として括られ、単に「キマダラヒカゲ」と呼ばれていたが、1970年に2種に分離された。
両種は幼虫・成虫共に酷似し、分布域が重なることもあって野外での同定は難しい。比較して眼状紋が明瞭で濃いのがヤマキマダラヒカゲで、後翅裏付け根の三斑紋の並びが直線的であるのがサト、下の1つが外側にずれるのがヤマ、などで判別できる。
ヤマキマダラヒカゲの方が山地性が強く、それが和名の由来となっている。